# 一路前行 (纪实节目)
《一路前行》是於2023年播出的中國大型公益環保紀實節目，由上海廣播電視台聯合嗶哩嗶哩出品，於2023年11月11日起每週六21:00在東方衛視播出。為上海文化發展基金會重大文藝創作資助項目。

## 節目簡介
胡歌、劉濤、陳龍為節目發起人，前往無人區、自然保育區、國家公園、沙漠腹地等實際考察，旨在宣導環境保護、生物多樣性保育與推廣低碳生活，共同維護美麗的地球。三位演員皆為零片酬出演，台灣女星蕭薔亦為本節目歌曲《一路前行》MV海報題字。

## 分集介紹
| 集數 | 標題             | 介紹/錄製地、探討主題 | 播放日期       |
| 1    | 緣起             | 以導演組採訪三位節目發起人的形式作為《一路前行》節目序章。                                                                                   | 2023年11月11日 |
| 2    | 敬畏             | 可可西里無人區、盜獵&野生動物保育 | 2023年11月18日 |
| 3    | 共生             | 青海玉樹藏族自治州、生物多樣性保護 | 2023年11月25日 |
| 4    | 平衡             | 青海果洛藏族自治州、草原退化 | 2023年12月2日  |
| 5    | 修復             | 内蒙古自治区、沙漠化 | 2023年12月9日  |
| 6    | 童真             | 三亞蜈支洲島、全球暖化造成的珊瑚白化 | 2023年12月16日 |
| 7    | 淨海             | 三亞後海村、海洋廢棄物 | 2023年12月23日 |
| 8    | 家園             | 海南島海南熱帶雨林國家公園、守護熱帶雨林 | 2024年1月6日   |
| 9    | 行動             | 你我使用的每一個免洗餐具，最終都有可能成為壓倒駱駝的一根稻草，減塑低碳、環境保育，如何讓這個世界更美好？環保小分隊回歸城市，用行動尋找答案。 | 2024年1月13日  |
| 10   | 星火             | 主創團隊回到了曾經出發的地方，在上海圖書館舉辦的線下展覽中，透過更多樣化的方式將生態環保理念傳遞下去。                                       | 2024年1月20日  |
| 番外 | 看沙漠如何變綠洲 | 內蒙古自治區烏蘭布和沙漠腹地 |                |

## 宣傳活動
2024年1月3日至1月14日，「星火‧《一路前行》探索可持續生活展」於上海圖書館展出，展覽不僅是對節目前九期內容的回顧，還將用更為立體、多元的方式，喚起人們對環境保護的思考，為大眾提供具有實操性的可持續生活實踐方案
；1月20日於東方明珠零米大廳展出。
2024年2月10日，《一路前行》節目組胡歌、劉濤、陳龍重聚東方衛視春晚舞台並合唱主題曲《一路前行》；周深演唱《我以渺小愛你》。

## 評價
人民網評價「《一路前行》以一種生活化的視角引入，用身邊故事拉近傳播上的距離，從而讓觀眾更加深入地了解了生態保護的意義所在」。

## 節目歌曲
| 曲序 | 曲目         |      | 作曲                 | 编曲   | 演唱             |
| ---- | ------------ | ---- | -------------------- | ------ | ---------------- |
| 1.   | 我以渺小愛你 | 唐恬 | 周以力               | 周以力 | 周深             |
| 2.   | 一路前行     | 陳龍 | 清晨大攀、折言、陳龍 |        | 胡歌、劉濤、陳龍 |